# Формат 5+2

Мапа Молдови. Придністров'я позначено рожевим.

Формат 5+2 — дипломатична платформа, спрямована на вирішення Придністровського конфлікту, яка складається з представників Молдови й Придністров'я (учасники конфлікту), Росії, України та ОБСЄ (посередників), Європейського союзу з США (спостерігачів). Переговори розпочалися 2005 року; остання зустріч відбулася 3 червня 2021 року.